# Randone
Randone è un gruppo musicale italiano di rock progressivo, attivo dal 2002.

## Storia
L'attività discografica della band comincia nel 2002 con l'autoproduzione dell'album Morte di un amore distribuito da BTF-VM2000 e Musea Records. Nel 2003 la band viene contattata dal produttore discografico Beppe Crovella, che desidera che questa entri a far parte della scuderia degli artisti dell'etichetta Electromantic. Dopo una prima collaborazione per il progetto finlandese Kalevala, all'interno del quale i Randone partecipano con il brano Rune 49, Electromantic Music pubblica nel 2004 l'album Nuvole di ieri. Nello stesso anno viene pubblicato l'album Ricordo, il cui primo brano, Jill, viene inserito anche all'interno dell'album tributo Spaghetti Epic, dedicato al film di Sergio Leone C'era una volta il West e prodotto da Musea Records.
L'anno successivo è la volta di Hybla act 1, a cui segue il concerto di presentazione che darà la luce, nel 2006, al DVD dal vivo Hybla, a live barock opera. Sempre nel 2006 i Randone partecipano all'album tributo Spaghetti Epic 2, dedicato questa volta al film Il buono, il brutto, il cattivo, sempre di Sergio Leone, in cui musicheranno la figura del "Buono" nella canzone omonima.
Dopo uno stop creativo di tre anni, il 2010 è l'anno di Linea di confine, prodotto da Electromantic Music, album che, in un'edizione speciale per collezionisti, viene accompagnato da un libro contenente una favola scritta dallo stesso autore.
Nel 2012 il gruppo distribuisce solo in digitale la raccolta Singles & Unreleased, album che contiene single mai pubblicati in album ufficiali. Agosto 2014 è il mese in cui viene pubblicata la versione digitale di Ultreia, primo capitolo della trilogia Canzoni sulla via dedicata al Cammino di Santiago di Compostela, prodotto da Electromantic e distribuito da Maracash in formato CD nel novembre del 2014.

## Formazione
- Nicola Randone - voce, chitarra acustica, tastiere
- Marco Crispi - chitarra elettrica
- Livio Rabito - basso, cori
- Riccardo Cascone - batteria

## Discografia

### Album in studio
- 2002 – Morte di un amore (Il mondo di Art Productions)
- 2004 – Nuvole di ieri (Electromantic Music)
- 2004 – Ricordo (Electromantic Music)
- 2005 – Hybla act 1 (Electromantic Music)
- 2010 – Linea di confine (Electromantic Music)
- 2014 – Ultreia (Electromantic Music)

### Raccolte
- 2012 – Singles & Unreleased (Il Mondo di Art Productions)

## Videografia
- 2006 - Hybla a Live Barock Opera